# ポケットボンバーマン
『ポケットボンバーマン』は、1997年12月12日に日本のハドソンから発売されたゲームボーイ用横スクロールアクションゲーム。
同社による『ボンバーマンシリーズ』のゲームボーイ用ソフト第5作目。主人公のボンバーマンを操作し、「悪魔の山」にある「太陽の剣」を入手して勇者の称号を得る事を目的としている。通称『ポケボン』。
いわゆる見下ろし型が多いボンバーマンシリーズであるが、本作ではサイドビューのアクションゲームとなっており、デフォルトでジャンプが可能。ジャンプ中に空中に爆弾を仕掛けたりその上に乗って高い所に進むというテクニックがある。サブゲームとして赤外線通信対応のGB KISSがある。開発はメトロが行い、音楽は同シリーズを数多く手掛けている竹間淳が担当している。
1998年以降には欧米のみゲームボーイカラー用ソフトとしても発売された。

## ゲーム内容

### ノーマルゲーム
制限時間内に爆弾を使って、エリア内の全ての敵キャラクターを倒し、ゴールの扉に入ればクリアとなる。
爆風や敵、敵の攻撃、トラップに接触するとミスになり、ボンバーマンの残り人数が1つ減る。残り人数が0の時にミスになるとゲームオーバーとなる。ゲームオーバー画面には続けるかどうかの選択肢とパスワードが表示される。ここで表示されたパスワードを入力画面で入力するとゲームオーバーとなったエリアから再開できる。

### ジャンプゲーム
常にジャンプし続けるボンバーマンを操り、爆弾を使って敵を倒していくゲーム。制限時間内、もしくは敵にやられるまでに倒した敵の数に応じてスコアが決まり、ゲーム終了後にランキングが表示される。1つのゲームマップは4つのエリアに分かれており、4つめのエリアのボスを倒した時点でクリアとなる。
ジャンプゲームには「かんたん」「ふつう」「むずかしい」の3つの難易度があり、それぞれマップやボスキャラクターも異なる。

### GB KISS対応モード
本作には「KISS MAIL」とミニゲーム「KISS MONSTER2」の2つが収録されている。このモードはスーパーゲームボーイ使用時には選択できない。

### アイテム
共通アイテム
- ボムアップ
セットできる爆弾の数が増える。最大4個。
- ファイアーアップ
爆弾の火力がアップする。最大4。
- リモコン
設置した爆弾を好きなタイミングで爆破できる。ノーマルゲームではSELECTボタン、ジャンプゲームではBボタンで爆破させる。
- 無敵スーツ
一定時間無敵になる。
- 貫通爆弾
爆弾の炎がソフトブロックを通過する。
- ハート
敵や炎に当たってもミスにならないで済む。ノーマルゲームでは1個まで、ジャンプゲームでは3個まで持てる。
- タイマー
一定時間、時間と敵の動きが止まる。

ノーマルゲームのみに登場するアイテム
- スピードアップ
移動速度が速くなる。
- ゲタ
移動速度が遅くなる。
- フルファイアー
爆弾の火力が最大になる。
- ウィング
ジャンプ中にさらにジャンプができる。

## 設定

### ストーリー
物語の舞台は昔の世界。世界が閉ざされ、光を取り戻してくれる「勇者」の誕生が待たれていた時代。一人の戦士「ボンバーマン」が、「太陽の剣」を求めて「悪魔の山」へと旅立っていった。太陽の剣を手に入れた者には「勇者の称号」が与えられると言われており、言い伝えでは太陽の剣は5つの「パワーストーン」が集まった時にその封印が解けるとされている。しかし、パワーストーンは悪魔の山の5つの世界の支配者がそれぞれ守っている。ボンバーマンは太陽の剣を手に入れ、勇者の称号を得るため単身、悪魔の山へ挑む。

### ステージ構成
モリモリワールド
草や木で構成されている世界。草の葉が茂っている場所はすべて隠されてしまう。
ブクブクワールド
水で構成されているエリア。間欠泉が吹き上げ、滝が流れ落ちている。
ヒューヒューワールド
風で構成されているエリア。風穴から突風が発生し、電気バリアが行く手を阻む。
フワフワワールド
雲で構成されたエリア。雷雲が飛び交い、足場となる雲が移動してしまうエリア。
デビルワールド
大理石の柱で構成されているエリア。ジャンプ台やブラックホールがボンバーマンの行く手を阻む。

## 敵キャラクター

### ノーマルゲーム
敵キャラクターの色彩表現については取扱説明書に記載されたイラストを元にしている。
モリモリワールド
- エイティ
赤い目が特徴の、白い毛むくじゃらの敵。ボンバーマンを見つけるとすごい勢いで走ってくる。
- ジャッキー
サングラスを着けた木のような敵。
- トレント（ボス）
大きな木の霊。斜め4方向に弾を撃ったり幼虫を吐き出したりする。吐き出す幼虫はしばらくすると蛾になってフワフワ飛び始める。HP5。

ブクブクワールド
- ガイン
ホタテガイのような敵。アイテムを食べてしまうが、倒すと吐き出す。
- プーヤン
オレンジ色のフグ。壁やブロックなどの障害物にぶつかるまで、ジグザグに動いている。
- カニバブラー（ボス）
口から吹き出した泡を飛ばして攻撃してくる大きな蟹。泡攻撃の他にも弾を斜め4方向に撃つ攻撃やヒトデを放つ攻撃、素早い横移動をする。

ヒューヒューワールド
- プルプルーン
赤い球体の体と左右の黄色いプロペラが特徴の敵。
- クラウド
黄色いパンチグローブを着けた青白い雲のような敵。何かにぶつかるまですばやく直進する。
- プテラストーン（ボス）
空中を飛び回り骨を投げつけてくる恐竜の化石。HP7。

フワフワワールド
- スプリングチキン
体がばねでできたニワトリ。
- パラボン
水色の地に黄緑の水玉模様がついたパラシュートを着けた爆弾の敵。壁に沿って画面上を動き回る。
- エレキマン
雷雲に乗っている敵。ボンバーマンが下にいると雷を放ってくる。
- デスパイダー（ボス）
いきなり落下してきて、子蜘蛛を放ってくる大きな蜘蛛。虎柄の体と赤い三つ目が特徴。口から吐き出す糸も触れるとダメージになる。HP7。

デビルワールド
- ウィングストーン
翼竜の化石。1回攻撃を受けると動きが素早くなり、2回目のダメージで倒せる。
- コブラウィング
羽を持つオレンジ色のコブラ。ボンバーマンが近づくと跳び跳ねて襲ってくる。
- バビロン[注釈 2]（ボス）
HP9。四方に炎を飛ばして襲ってくる悪魔の石像。テレポート能力を持つ強敵。本作のラスボスである。

### ジャンプゲーム
エリア1
- ウルフェン
小さな狼。
- オクトポットー
鉢巻を巻いたタコ。タコツボから姿を出したり隠れたりする。

エリア2
- シャドームーウン
顔を満月、三日月に変化させながら左右にゆっくりと移動する。
- ジェネレーター
三つの足がついた装置。中央が光るとシャドームーウンを生み出す。HP2。

エリア3
- トライスコ
三角フラスコのような敵。変な液体を沸騰させている。
- エレキボックス
壊れた発電機。移動することはないが、周囲に放電している。

エリア4
- ブラックバット
コウモリのような敵。左右に飛び交うが時々停止する。
- シャドーアイ
カンオケの中から怪しい目を光らせる敵。

ボスキャラクター
各エリアの上部に待ち構えている。倒さないと次のエリアに進むことができない。またこのボスキャラクター達はバーチャルボーイ用ソフト『とびだせ!ぱにボン』（1995年）にも登場している。
- ボンバーウルフ
おかしな狼男。左右にフラフラしている「かんたん」レベルのボス。
- ボンバーマミー
無口なミイラ男。不規則な動きを繰り返す「ふつう」レベルのボス。
- ボンパイヤ
お茶目な吸血鬼。襟を羽のようにパタパタとしながら、ボンバーマンの横から一気に襲ってくる「むずかしい」レベルのボス。

## 評価
ゲーム誌『ファミ通』の「クロスレビュー」合計23点（満40点）、『ファミリーコンピュータMagazine』の読者投票による「ゲーム通信簿」での評価は以下の通り、22.5点（満30点）となっている。
| 項目 | キャラクタ | 音楽 | お買得度 | 操作性 | 熱中度 | オリジナリティ | 総合 |
| 得点 | 4.2        | 3.5  | 3.1      | 4.2    | 3.7    | 3.9            | 22.5 |

## 関連書籍
- ポケットボンバーマン 公式ガイドブック
  - 1998年、小学館発行、ISBN 4-09-102610-9。むさしのあつしによる4コマ漫画が掲載されている。
- 新ボンバーマン全百科
  - 1998年、小学館発行、ISBN 4-09-281159-4。本作のボスキャラクターのカラーイラストが掲載されている他、ボンバーマンシリーズのプロデューサー藤原茂樹とキャラクターデザイナー水野祥司の開発者インタビューが掲載されている。